# Белкин, Олег Георгиевич
Олег Георгиевич Белкин (11 апреля 1974, Челябинск, СССР) — советский, белорусский, российский хоккеист, левый нападающий. Мастер спорта.

## Биография
Воспитанник челябинского «Трактора», первый тренер Виктор Перегудов. Начинал играть в «Химике» Новополоцк (1991/92 — 1992/93). Выступал за «Тивали» Минск, «Юность» Минск, «Химик» Новополоцк (все — 1993/94), российский клубы «Лада» Тольятти (1994/95 — 2005/06, 2006/07 — 2007/08), «Авангард» Омск (2005/06), «Салават Юлаев» Уфа (2006/07), «Амур» Хабаровск (КХЛ, 2008/09).
Выступал за молодёжную и национальную сборную Белоруссии. На рубеже 1995—1996 годов играл в товарищеских матчах против сборной Канады за сборную России.
После окончания карьеры — тренер в школе «Лады». В сезоне 2019/20, до 11 декабря — главный тренер команды МХЛ «Ладья».

## Достижения
Чемпион МХЛ (1996). Двукратный серебряный призер чемпионата МХЛ (1995, 1997). Двукратный серебряный призер чемпионата России (2005, 2006). Двукратный бронзовый призер чемпионата России (2003, 2004). Двукратный бронзовый призер чемпионата Белоруссии (1993, 1994). Серебряный призер Кубка Шпенглера 1995.